# Mallota cingulata
Mallota cingulata là một loài ruồi trong họ Ruồi giả ong (Syrphidae). Loài này được miêu tả khoa học đầu tiên năm. Mallota cingulata phân bố ở miền Australasia